# Ars-sur-Formans
Ars-sur-Formans es una comuna francesa situada en el departamento de Ain, de la región de Auvernia-Ródano-Alpes.

## Demografía
| 310 | 460 | 496 | 480 | 719 | 851 | 1 102 | 1 284 | 1 370 | 1 427 | 1498 |
| Para los censos de 1962 a 1999 la población legal corresponde a la población sin duplicidades (Fuente: INSEE [Consultar]) |     |     |     |     |     |       |       |       |       |      |

## Toponimia
El nombre del municipio de Ars proviene de “Arsa” que significa “la quemada”.
Llamada durante mucho tiempo simplemente Ars, la ciudad vio su nombre convertirse en Ars-sur-Formans mediante un decreto del 12 de octubre de 1956, publicado en el Diario Oficial del 18 del mismo mes.

## Lugar de peregrinación
A 30 km al norte la ciudad de Lyon, la localidad es famosa por haber vivido en ella san Juan María Vianney. La iglesia de San Sixto, del siglo XII, que fue reformada por el Santo Cura de Ars, comunica con la Basílica de San Sixto del siglo XIX, obra encargada al arquitecto Pierre Marie Bossan. El transepto del edificio alberga la sepultura del santo.
La casa del santo, conservada en su forma original, así como la Capilla del corazón, que contiene la reliquia del corazón del santo, están igualmente abiertas al público. Una iglesia semisubterránea fue edificada en 1961 para recibir a los peregrinos, cada vez más numerosos.